# أرماندو فيسكونتي
أرماندو فيسكونتي (بالإيطالية: Armando Visconti)‏ (مواليد 26 أكتوبر 1989 في نابولي - إيطاليا) لاعب كرة قدم إيطالي يلعب حاليا لصالح نادي الدرجة الأولى باري الإيطالي منذ 2009 في مركز المهاجم .